# Ambrosianska biblioteket

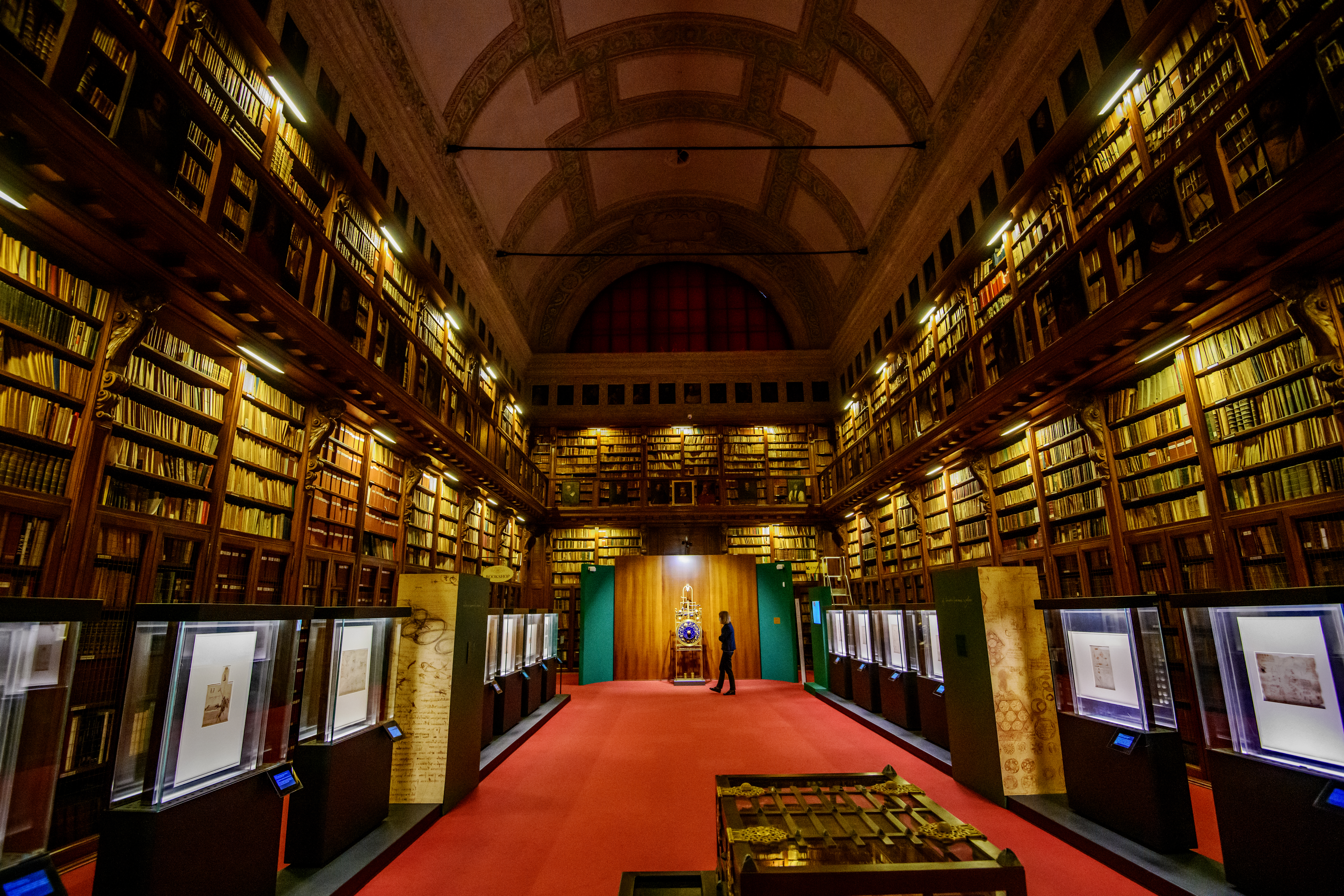
Ambrosianska biblioteket

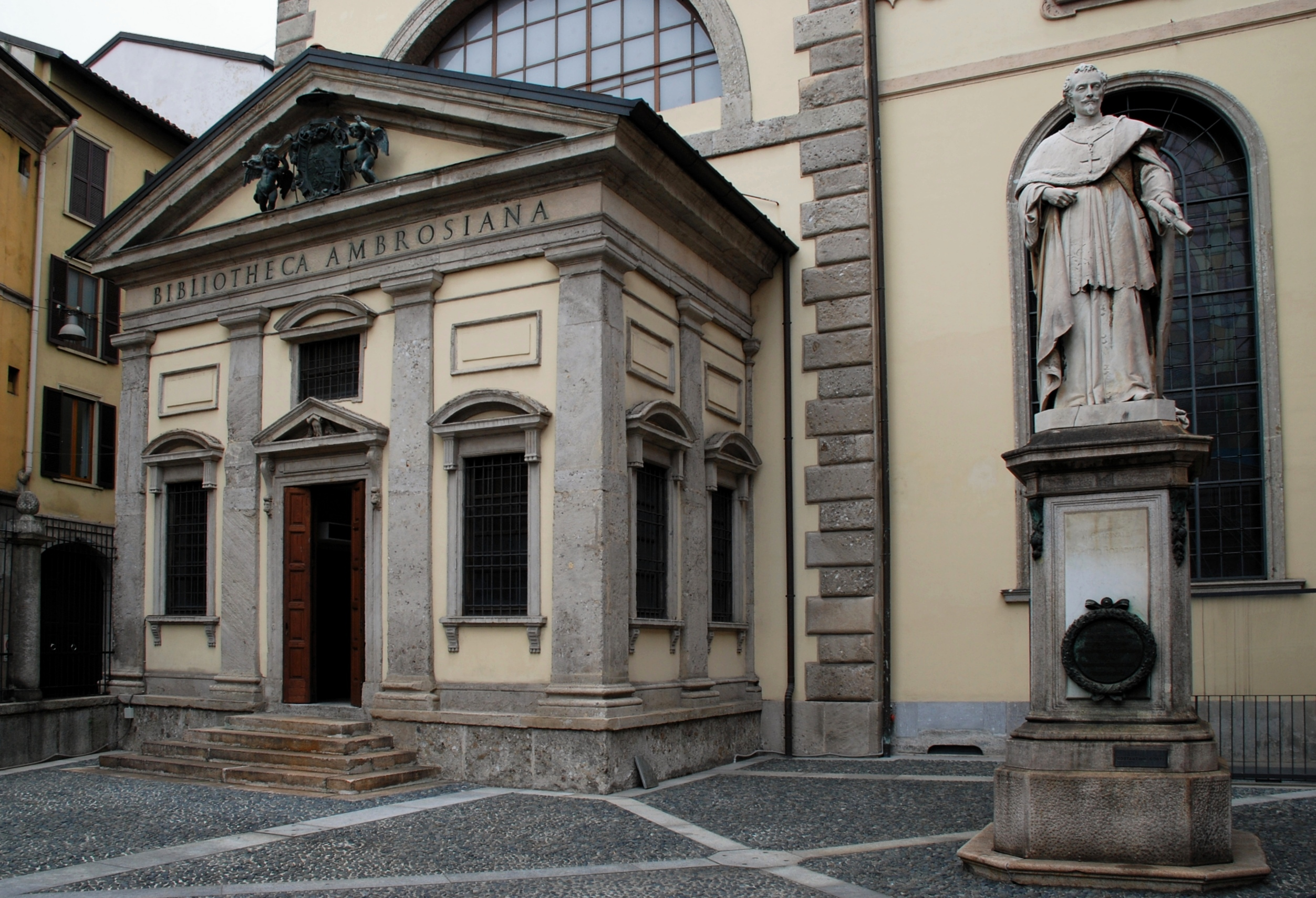
Ingångsportalen

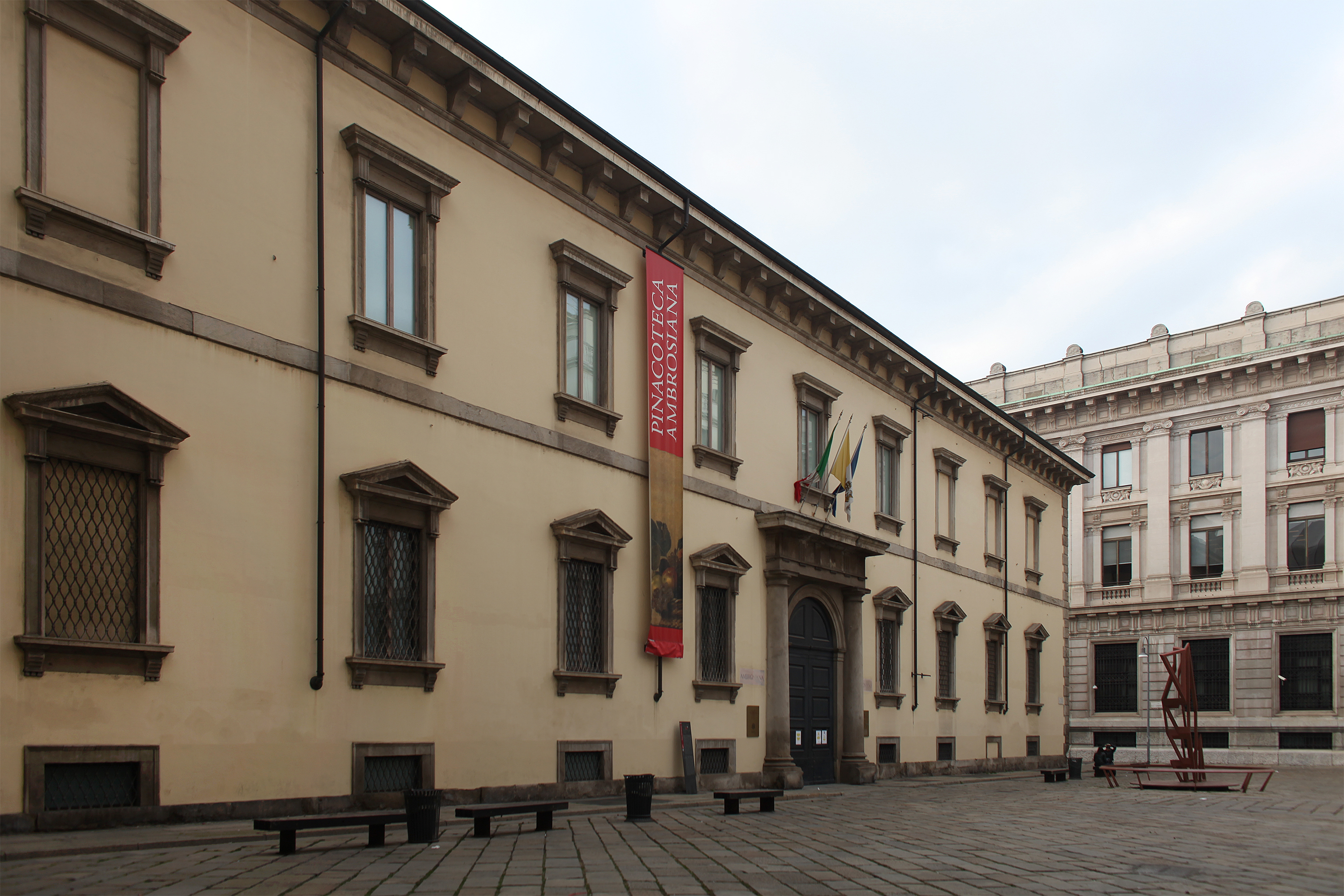
Bakre ingången

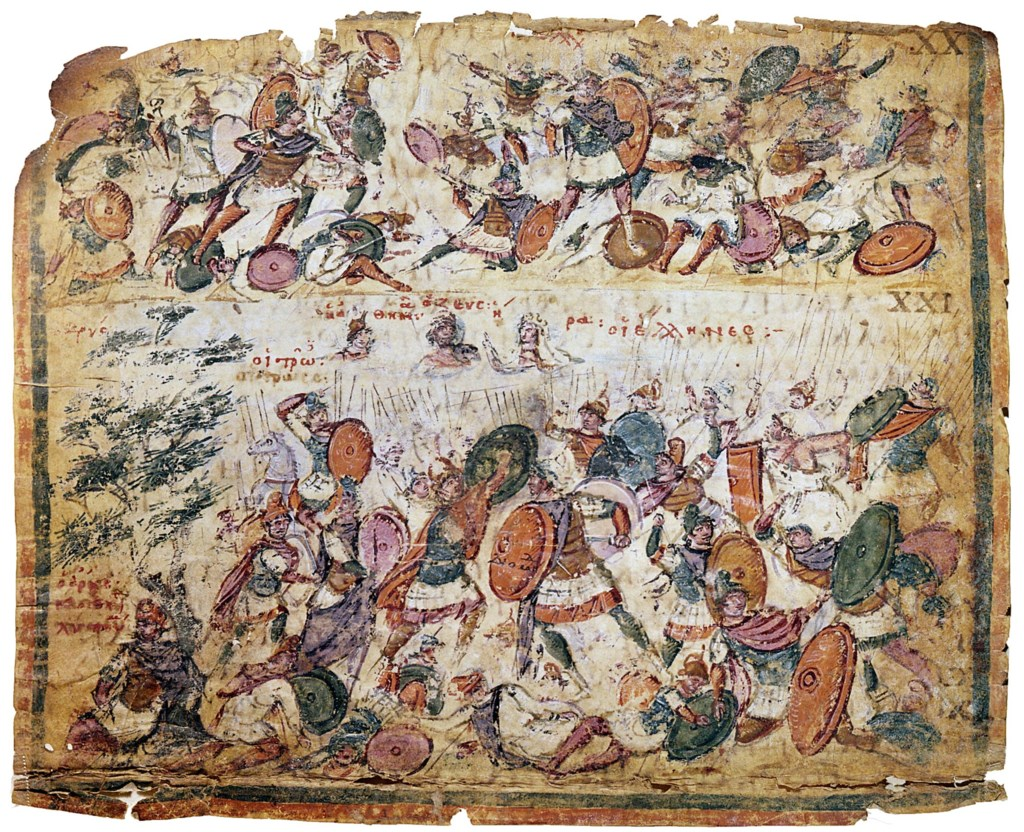
Ilias Picta/Ilias Ambrosiana, ca 500-talet

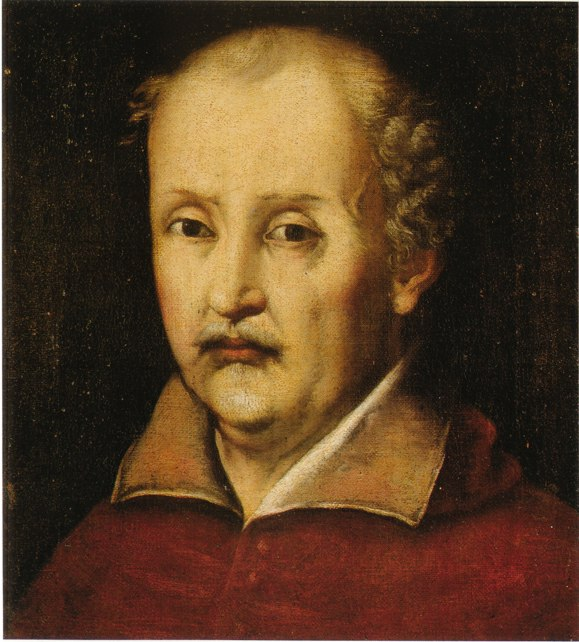
grundaren Federico Borromeo

Ambrosianska biblioteket (italienska: Biblioteca Ambrosiana, latin: Bibliotheca Ambrosiana) är ett historiskt bibliotek i Milano, Italien. Biblioteket öppnade år 1609  kort efter Bodleianska biblioteket och anses vara det första allmänna biblioteket i Kontinentaleuropa och det andra allmänna biblioteket i Europa .

## Byggnader
Biblioteket ligger vid Piazza Pio XI nära Chiesa di San Sepolcrokyrkan (Den heliga gravens kyrka) i centrala Milano. Den äldsta delen är Sala Federiciana byggd år 1603 och övriga är Sala della Rosa, Sala Hiemalis och Sala Sala di Lettura.
Ambrosianska biblioteket inrymmer även Pinacoteca Ambrosiana, bibliotekets pinakotek (konstgalleri), som är inhyst i samma byggnad.

## Historia
Biblioteket grundades år 1602  av kardinalen Federico Borromeo. Borromeo samlade böcker från sina bekanta och sände även ut folk till Europa, främst i Frankrike, Grekland och Spanien och till Mellanöstern, främst Egypten och Syrien  för att förvärva böcker. Ytterligare samlingar skänktes från Benediktinordens kloster i Bobbio i norra Italien och från Cisterciensorden. Ett stort tillskott kom år 1608 genom inköpet av delar av paduanen Gian Vincenzo Pinellis privata samling då cirka 700 volymer köptes av Borromeos representant Fabio Leuco under en auktion.
Den första byggnaden Sala Federiciana ritades av arkitekten Fabio Mangone och skulptören Dionigi Bussola . År 1603 startade byggandet av det egna bibliotekshuset under ledning av Francesco Maria Richini och Lelio Buzzi.
Biblioteket är uppkallat efter en tidigare biskop av Milano, Ambrosius, en kyrkofader, kyrkolärare och senare helgon inom Katolska kyrkan .
Den 8 december 1609  invigdes det nya biblioteket för allmänheten.
Borromeos planerade från början att knyta ett kollegium av 16 akademiker inom olika specialiteter till biblioteket som skulle sprida kännedomen om bibliotekets verk. Brist på tillgångar inskränkte dock detta kollegium till några få medlemmar under namnet Doctores bibliothecæ Ambrosianæ .
År 1611 påbörjades en tillbyggnation av byggnaden.
År 1618 inrättades konstgalleriet Pinacoteca Ambrosiana av Borromeo  med cirka 250 målningar. År 1621 instiftades även en konstakademi vid biblioteket där konstnären Giovanni Battista Crespi blev den förste föreståndaren .
1863 besökte Anders Uppström biblioteket för att här studera de gotiska Ambrosianska handskrifterna (Codex Ambrosiano), dessa studier ledde 1868 till den postumt utgivna boken "Codices gotici ambrosiani".
I slutet av 1800-talet omfattade samlingarna cirka 160 000 böcker och cirka 8 000 manuskript.
Under Andra världskriget skadades byggnaden 1943 genom bombningar  men reparerades 1952.
Åren 1990 till 1997 genomgick hela byggnaden en omfattande restaurering .
Chefsbibliotekarien, traditionellt kallad chiamati Dottori, har alltid varit en man och genom åren har en lång rad personer haft denna titel. Bland dessa kan nämnas historikern Giuseppe Ripamonti, historikern Ludovico Antonio Muratori, historikern Giuseppe Antonio Sassi, kardinalen Angelo Mai och Achille Ratti som sedermera blev påve Pius XI .
I september 2007 tillträdde den nuvarande chefsbibliotekarien biskop Franco Buzzi.

## Samlingen

### Biblioteket
Bibliotekets samling omfattar idag nästan 1 miljon volymer med cirka 900 000 böcker, 3 000 inkunabeler, 12 000 handskrifter och 35 000 manuskript .
I samlingarna finns en rad historiska originalexemplar, däribland kan nämnas:
- Antiphonarium Benchorense från 500-talet, klosterskrifter från Irland
- Bobbio Orosius, från 400-talet, skriven av Paulus Orosius
- Canone Muratoriano från 400-talet, äldsta bevarade Bibelkanon
- Codex Ambrosiano, från 600-talet, samlade bibelskrifter
- Codex Atlanticus från 1480-talet, en samling av Leonardo da Vincis teckningar
- De Divina Proportione från 1497, skriven av Luca Pacioli
- De Prospectiva Pigendi, från 1480-talet, skriven av Piero della Francesca
- Ilias Picta, från 500-talet, en illustrerad Iliadenversion
- Pinelliska handskriftsamlingen, antika manuskript och böcker
- Peshitta, en syriansk bibel från 1500-talet

### Pinakoteket
Pinakotekets samlingar omfattar idag cirka 12 000 bilder och teckningar  däribland kan nämnas arbeten av:
Barocci, Botticelli, Caravaggio, da Vinci, Dürer, Luini, Tizian och Rafael .